# Вівсяний Сергій Борисович
Сергі́й Бори́сович Вівся́ний (нар. 30 червня 1972 — 15 жовтня 2015) — старший солдат Збройних сил України, учасник російсько-української війни.

## Життєпис
Народився 1972 року в селі Шепилове Кіровоградської області.
У часі війни — старший солдат, кулеметник 34-го окремого мотопіхотного батальйону «Батьківщина» 57-ї бригади.
В жовтні 2014 року — під час несення караульної служби на блокпосту під Горлівкою — виявив ДРГ терористів, першим вступив у бій з нею.
15 жовтня 2015-го помер від серцевого нападу.
Похований в селі Шепилове Голованівського району.

## Нагороди та вшанування
За особисту мужність, сумлінне та бездоганне служіння Українському народові, зразкове виконання військового обов'язку відзначений — нагороджений
- орденом «За мужність» ІІІ ступеня (1.3.2016, посмертно)[1]